# Musée de la pharmacie de Lviv
Le musée de la pharmacie de Lviv, en ukrainien : Під чорним орлом se situe au 2 rue Droukarska et à l'angle de la place du Marché à Lviv.

## Historique
La maison de style Renaissance se trouve dans un bâtiment classé sur l'une des plus importantes places de la ville.
Le musée est fondé le 1966.

## Galerie d'images

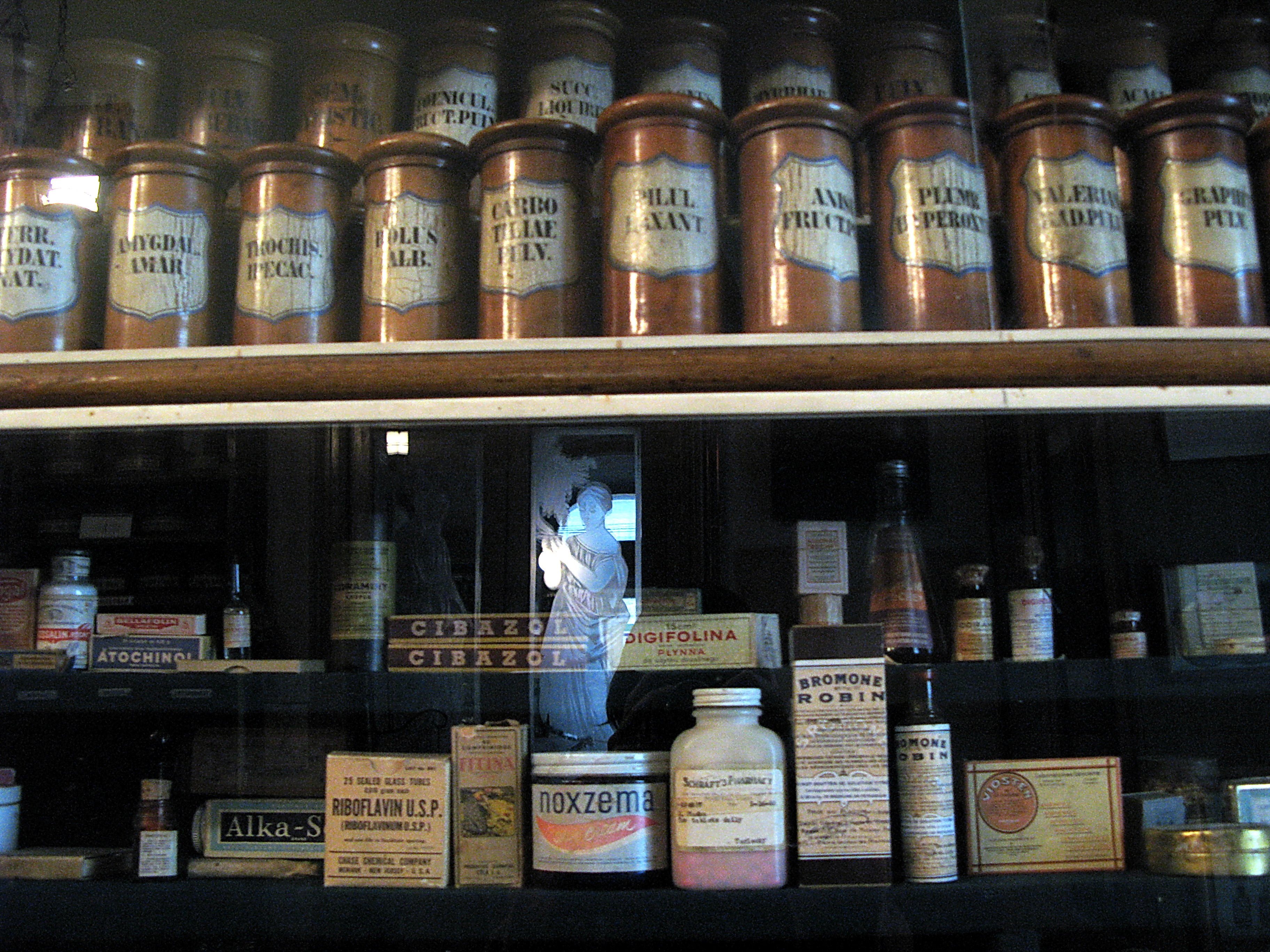
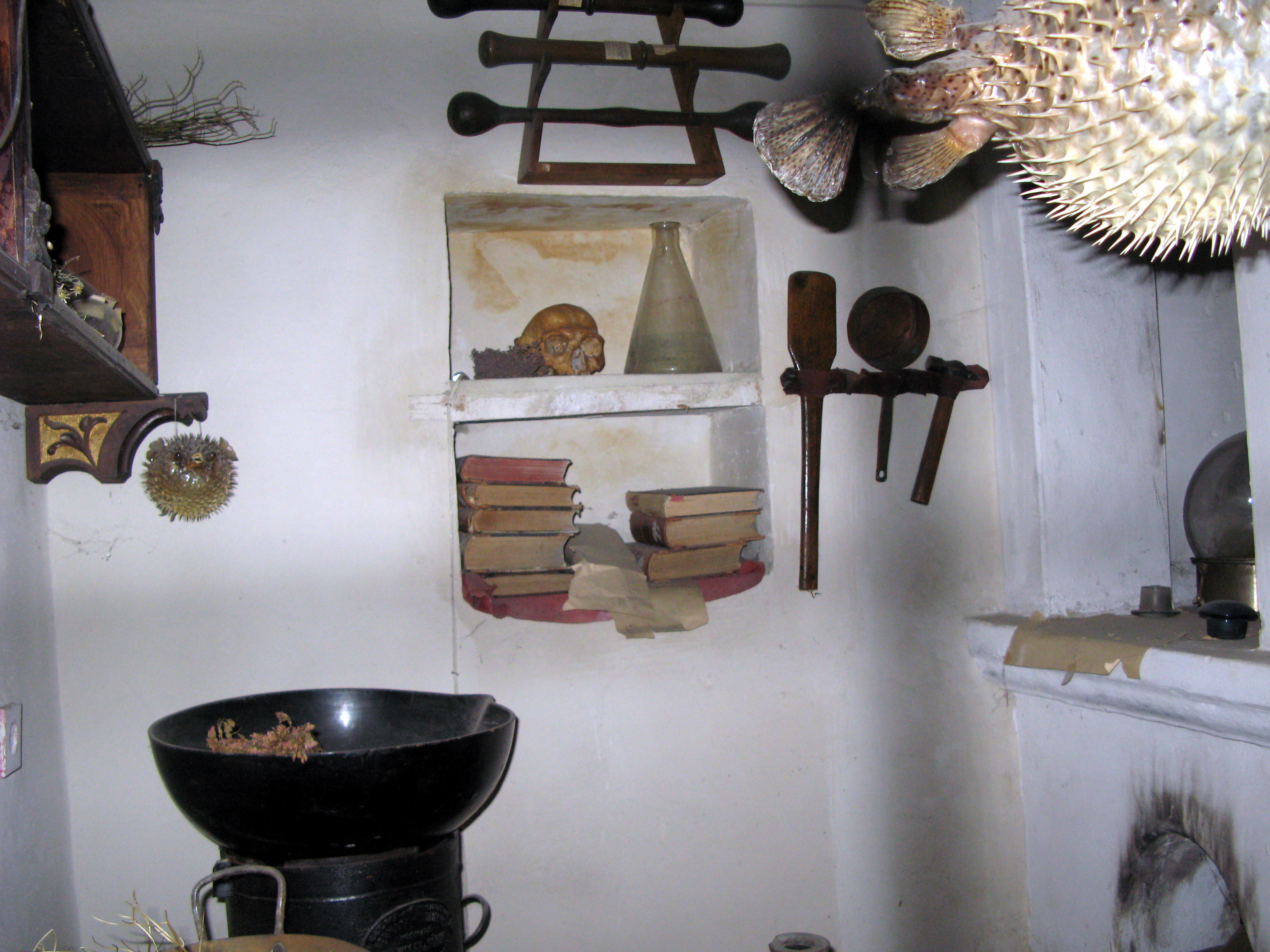
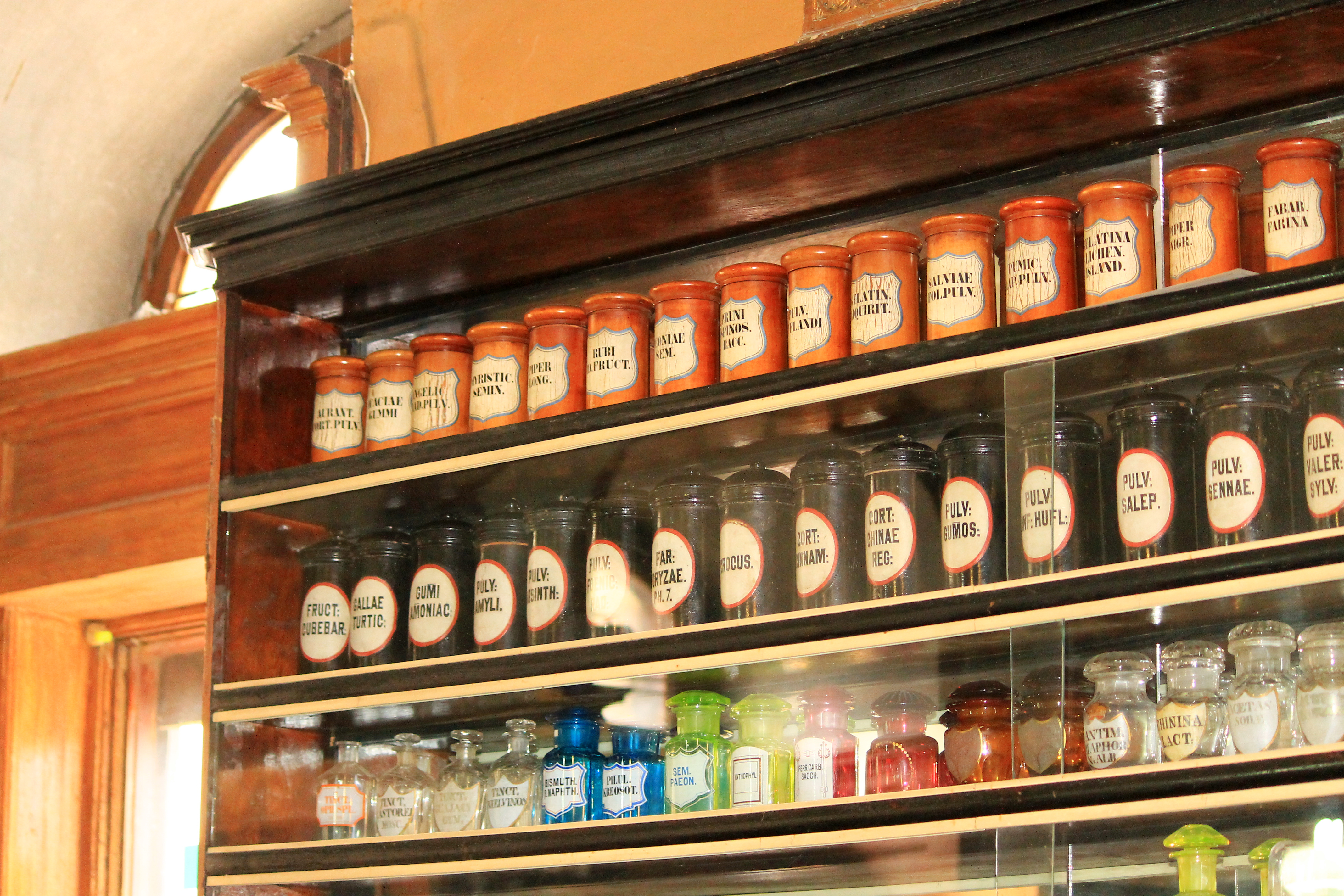
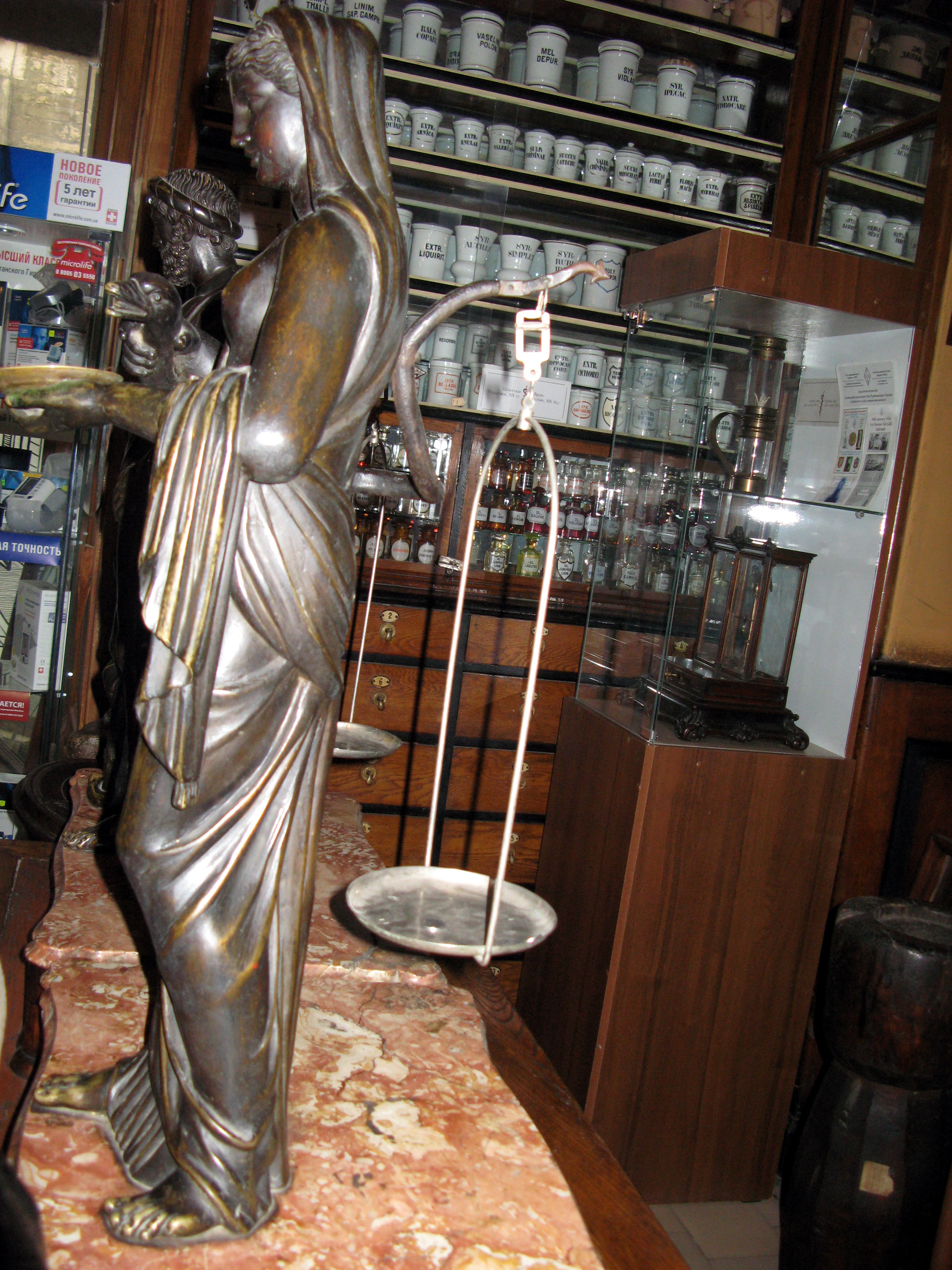
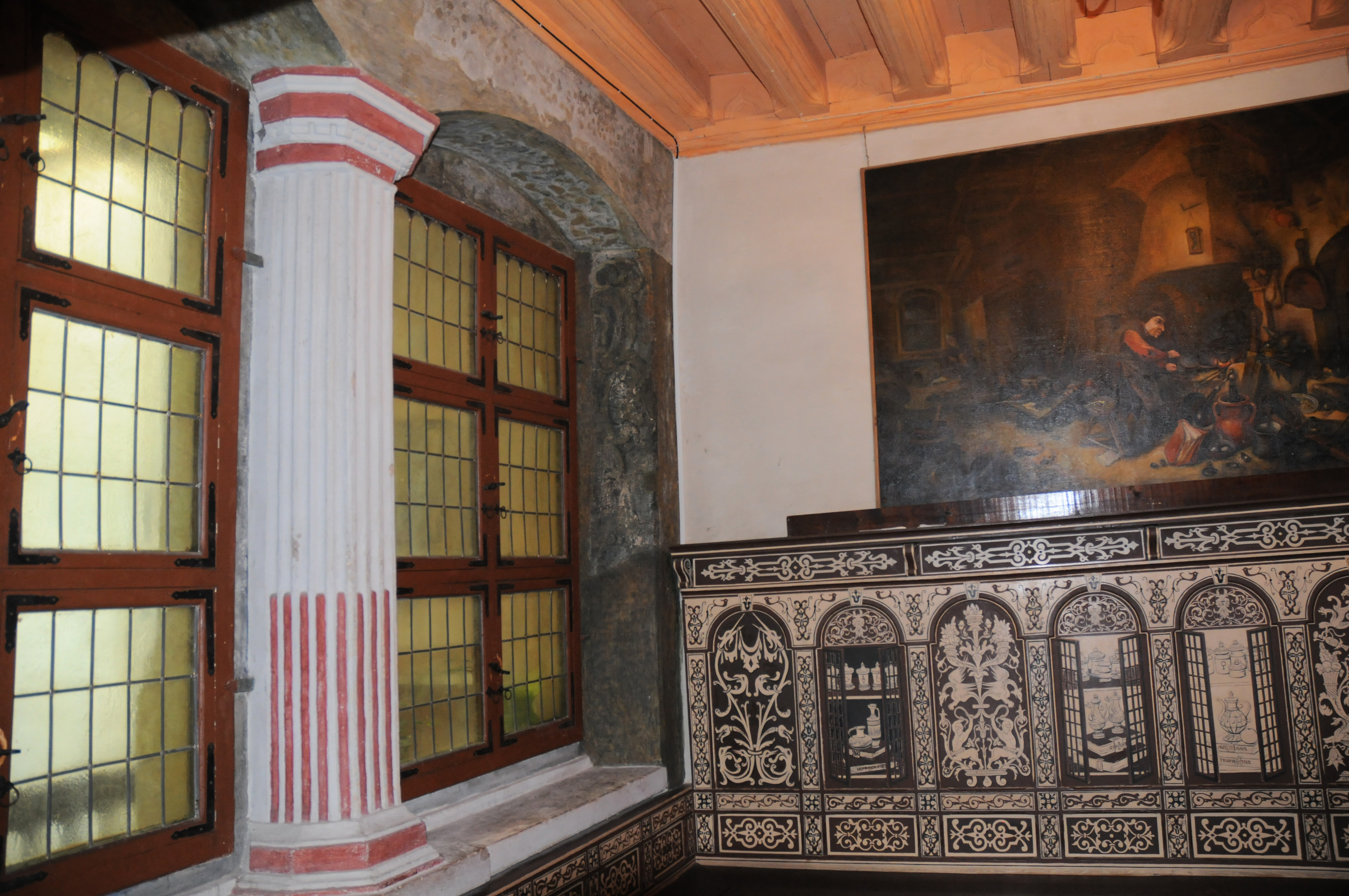
décoration
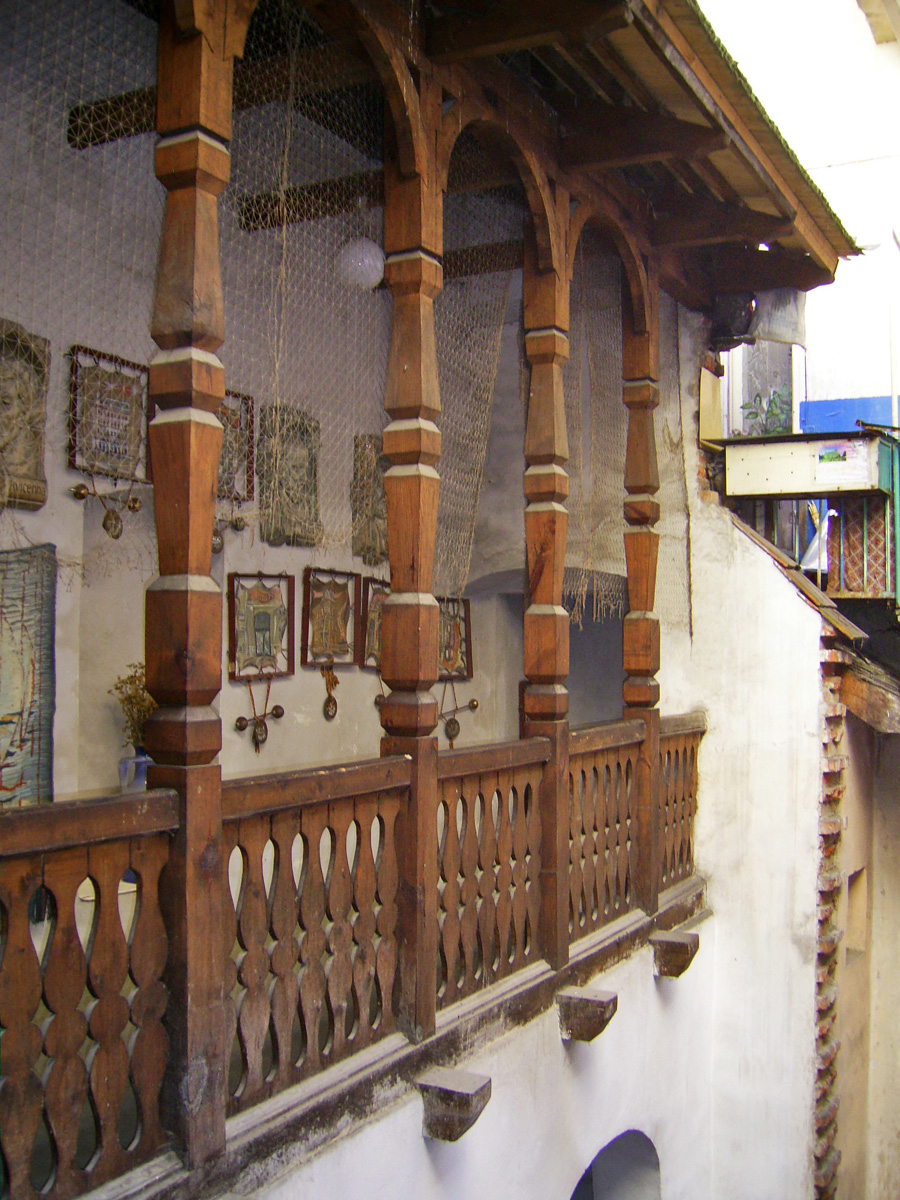
intérieure.